# Arak (Iran)
Pour les articles homonymes, voir Arak.
Arāk (en persan : اراک / Arâk), connue précédemment sous le nom de Soltānabād, est la capitale de la province de Markazi, en Iran. À cause de sa bonne localisation, au centre du pays, sa population diverse et ses infrastructures, la ville a été parfois considérée comme une bonne solution pour devenir la nouvelle capitale de l'Iran en lieu et place de la capitale actuelle Téhéran.

## Situation
Arak est surplombée par les montagnes au sud, à l'ouest, et à l'est.
Arak est située au voisinage de deux villes importantes: Qom et Ispahan. Son altitude moyenne est de 1 750 m et se situe à 280 km de la capitale, Téhéran.

## Climat
Arak a généralement un climat relativement froid et sec. Son climat est chaud et sec en été, pluvieux et froid en automne, froid et neigeux en hiver, et tempéré au printemps. La température peut grimper jusqu'à 35 °C en été et descendre au-dessous de −25 °C en hiver. La moyenne des précipitations est autour de 300 mm et l'humidité relative annuelle est de 50 %.

## Site naturel, culturel et historique de la ville
- Bazar
- Hammae charfasl
- Lac de Mighan et Sarab Panjali (lieu de loisir)
- Grotte de Shah Zand (lieu de pèlerinage zoroastrien)
- Soleh Khonza, Sefid Khani, Hidaj, Anjedan et Vafas
- Haftad Gholleh (zone protégée)
- Villages historiques de Sarough et Anjedan
- Fort de Haj Vakil
- Souterrains de la ville
- Écoles des Sepahdar
- Imamzadeh de Mohammed Abed (Seljoukide), Havakhatoon, Shahzadeh Ibrahim, Shahzadeh Abdollah, Shahzadeh Mohsen et Shahzadeh Mohammed.
- Mausolées de Pyrmorad (Seljoukide), Haftado Dotan, Shah Gharid et Shah Ghalandar (Séfévides)

## Histoire

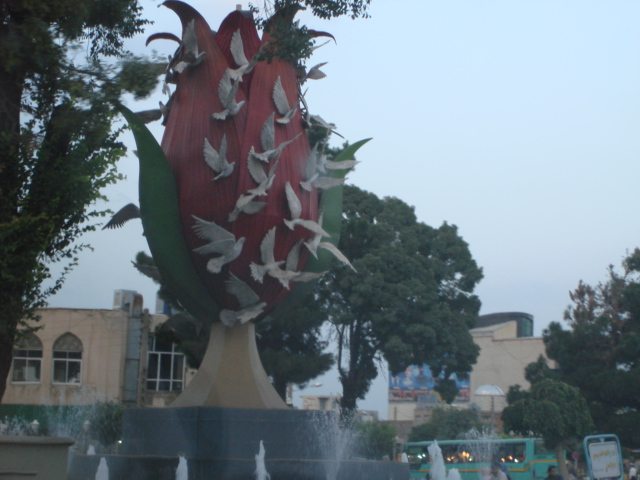
Vue de la plus vieille place de la ville

Arak a été bâtie sur les ruines d'une petite ville appelée Daskerah, qui a été détruite durant les invasions mongoles (leurs noms étaient les Bayats). Avec ses deux siècles d'histoire, Arak est une relativement jeune cité comparée à d'autres villes d'Iran. Elle fut fondée durant la période des Qadjars à cause de ses terres fertiles et aussi pour se protéger contre les attaques des tribus situées au sud de l'Iran. Après les conseils de Yousuf Kahn Gorji, Fath-Ali Shah construisit un fort dans ce secteur, et ainsi les frontières de la nouvelle Arak furent stabilisées. Cette région fut appelée l'Irak persan (Aragh-e ajam) (عراق عجم) pendant l'ancien temps, plus tard cela changea en Soltan Abad.
Jusqu'au XXe siècle, Arak était une ville militaire et une base pour généraux. Mais après Mirza Hassan Khan, la ville perdit son statut militaire et elle devient progressivement une ville commerciale et industrielle.
Quand la Première Guerre mondiale se déclare et que la dynastie qadjare commence à s'effondrer, les forces russes occupent les villes de Saveh et d'Arak ainsi que les régions proches.
Sous le règne de Reza Shah Pahlavi, la ligne principale de chemin de fer traversait la ville, plus tard l'oléoduc sud-nord passa par la ville; ce qui la fit grandir au point même que le chah envisagea d'en faire la nouvelle capitale.

## Industries

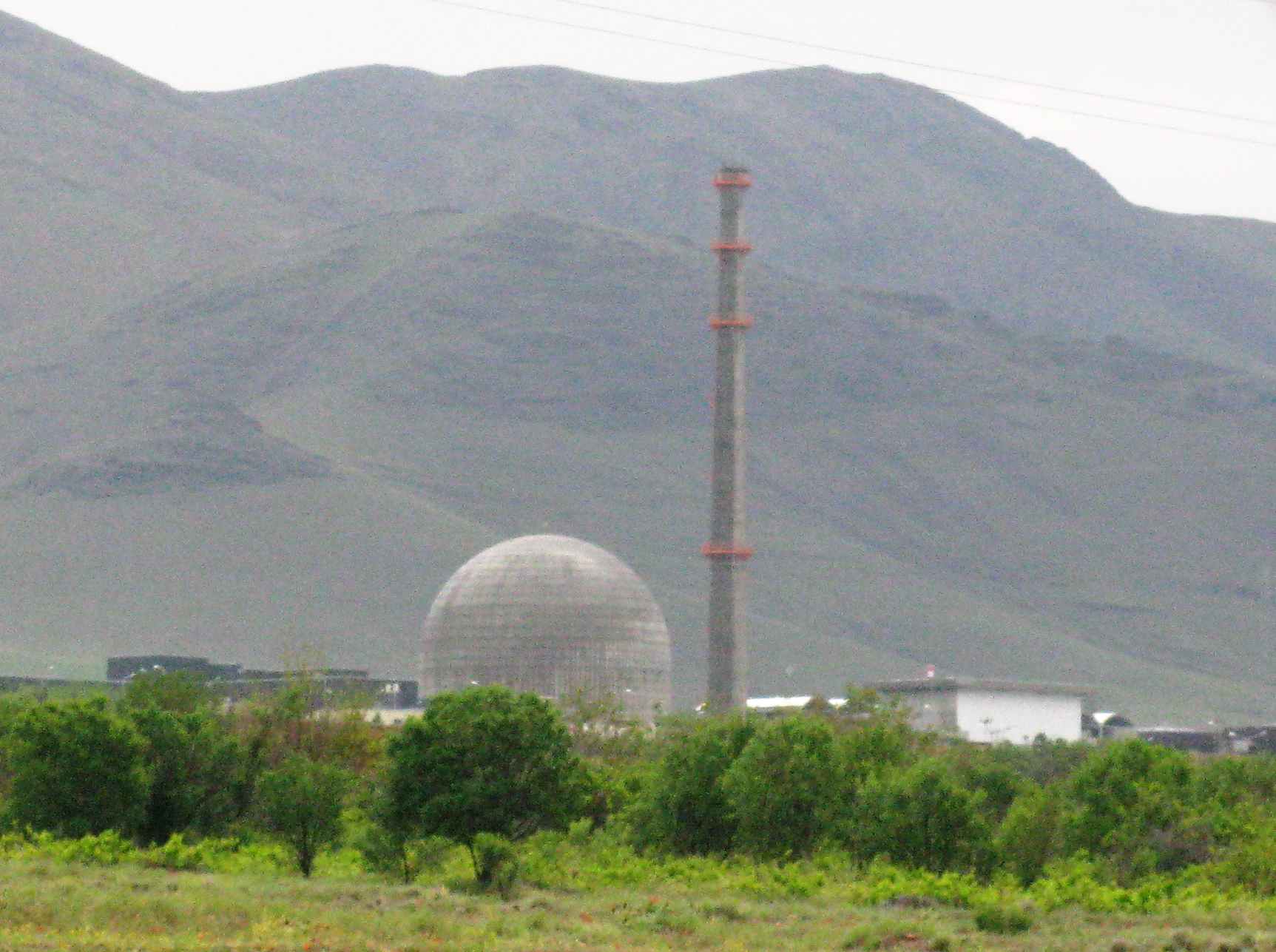
IR-40 : réacteur nucléaire de recherche d'Arak

Arak est l'un des principaux sites industriels d'Iran, possédant plusieurs usines pour l'industrie lourde en particulier pour le métal et les machines industrielles, comme :
- Machine Sazi Arak (MSA) et AzarAb Industries usines (pour la production de machines lourdes comme des chaudières et des réacteurs chimiques)
- Wagon Pars (train manufacturer)
- Iranian Aluminium Company (IrAlCo)
- Avangan (pour des pylônes de lignes haute tension)
- HEPCO (engins lourds de construction de route)
- Petrochemimi d'Arak
- Navard Aluminum (fabrique d'aluminium)
- Iran Combine Manufacturing Company (Combine-sazi-e Iran)
- Raffinerie d'Arak

Ces dernières années, la ville s'est dotée du réacteur nucléaire d'Arak, une usine de production d'eau lourde et deux centrales électriques : une centrale fonctionnant à l'énergie fossile et un réacteur nucléaire de recherche dénommé IR-40. De faible puissance, il peut produire moins de 40 mégawatts électrique et fonctionne à l'eau lourde.

## Transport
L'aéroport d'Arak a été construit en 1938.

## Universités
- Université d'Arak (en)
- Université de médecine d'Arak (en)
- Université de technologie d'Arak (en)

## Démographie
D'après les données de 1995, Arak avait une population de 380 755 habitants, parmi lesquelles 193 112 étaient des hommes et 187 643 étaient des femmes et il y avait un total de 84 481 familles. Il y a une grande diversité ethnique dans la ville d'Arak : cela inclut les Azeris, Kurdes et les Lors ainsi qu'une minorité arménienne.

## Agriculture et artisanat local
Les productions agricoles principales sont les céréales, l'orge, et les fruits comme le raisin, les pommes, les noix et les amandes. Arak possède également une production de tapis tissés à la main, en particulier à Sâruq qui est célèbre internationalement.

## Personnages célèbres de la ville d'Arak
- Kader Abdolah (né en 1954), écrivain néerlandais d'origine iranienne.
- Amir Kabir est né dans une région située au nord d'Arak, connue sous le nom de Hezaveh. Amir Kabir a grandi dans la famille de Ghaem Magham.
- Ata'ollah Mohajerani (en), l'un des ministres du cabinet de Mohammad Khatami durant la période où les réformistes avaient le pouvoir.
- Mansour Bahrami, tennisman.
- Abbas Yari, journaliste et critique de cinéma iranien né à Arak.